# Amuïssement
Cette page contient des caractères spéciaux ou non latins. S’ils s’affichent mal (▯, ?, etc.), consultez la page d’aide Unicode.
En phonétique, l'amuïssement consiste en l'atténuation ou, le plus souvent, la disparition complète d'un phonème ou d'une syllabe dans un mot. L'amuïssement est une modification phonétique courante en phonétique historique. Il peut être classé dans la catégorie des métaplasmes quand il concerne la syllabation du mot.

## Causes
De nombreux amuïssements sont dus aux effets de l'accent tonique : les phonèmes dans les syllabes atones sont généralement plus instables et donc plus susceptibles de s'amuïr. On explique ainsi de nombreuses apocopes, aphérèses et syncopes.
Dans d'autres cas, l'amuïssement est dû à des simplifications de groupes. Par exemple (l'orthographe en porte encore la trace) de nombreux mots anglais portent la marque d'une consonne amuïe devant une autre consonne. C'est le cas pour les groupes /kn/ en début de mot : knife [naɪf] « couteau » ou know [nəʊ] « savoir ». Le premier remonte à l'ancien anglais tardif cnīf, le second à l'ancien anglais cnāwan. Le même s'applique pour /pb/ et /pn/, /ps/ et /pt/ à l'initiale : cupboard [ˈkʌbəd] « placard », pneumonia [njuːˈməʊnɪə] « pneumonie », psychic [ˈsaɪkɪk] « psychique », Ptolemy [ˈtɒləmɪ] « Ptolémée ».
C'est une des formes les plus visibles de la paresse articulatoire, qui conduit aux évolutions phonétiques. Elle peut parfois entraîner d'autres modifications, dont les plus importantes sont l'allongement compensatoire et la métaphonie.

## Processus de long terme
Tout au long de l'histoire de la langue française, l'amuïssement a joué un rôle extrêmement important, davantage encore que dans les autres langues romanes, qui ont globalement mieux conservé leur consonantisme. La plupart des mots étant accentués sur la syllabe pénultième en bas-latin, la dernière syllabe est le plus souvent amuïe en français. Ce processus rend une des raisons du nombre pléthorique de mots français qui contiennent maintenant des lettres muettes, généralement en position finale.
Les amuïssements les plus évidents sont ceux qui touchent les accords (-e, -s, -ent, etc.), la graphie actuelle rendant encore compte des lettres anciennement prononcées, qui conservent un rôle capital dans la grammaire et la syntaxe de la langue écrite et, dans une plus faible mesure, de la langue orale, avec le système des liaisons. Cependant, il ne faut pas oublier que les accords furent prononcés pendant des siècles. Par exemple, le e dit "caduc" fut prononcé en position finale jusqu'au XVIe siècle en France mais accentué de manière de plus en plus faible. On prononçait encore, par exemple, "tuée" [tɥeə], à l'époque de Clément Marot (1496-1544).
Lors de la Conquête normande de l'Angleterre, au XIe siècle, le s final des désinences casuelles et de nombre et des suffixes était encore prononcé [s]. C'est pourquoi le vocabulaire de l'ancien anglais intègre les mots romans d'origine continentale qui conservent encore le [s] articulé comme dans les pluriels en s, qui ont été tout naturellement assimilés aux pluriels anglo-saxons en -as (nominatif pluriel), et le suffixe d'adjectif -ous (variante de -eus > -eux) conserve encore le [s] final de l'ancien français.
En règle générale, l'amuïssement ne se produit pas soudainement mais se développe dans la durée, et il n'apparaît clairement qu'au terme d'un processus qui connaît des sons de transition. Ainsi, le suffixe -et n'a pas passé directement de [ɛt] à [ɛ] mais a évolué d'abord en [ɛθ]. Là, le passage d'une occlusive à une fricative dénote un relâchement consonantique, qui finira par déboucher sur une disparition totale de la consonne phonétique. Si on garde l'exemple du t, on ne manquera pas d'étudier le cas du verbe "amuïr" lui-même, issu d'un bas latin *admutire de sens similaire. Dans ce cas-ci, le t est intervocalique et subit un traitement plus complexe : [admutire] ⇒ [amutire] ⇒ [amutir] ⇒ [amudir] ⇒ [amuðir] ⇒ [amuir] ⇒ [amyir] ⇒ [amyiʀ] ⇒ [amɥiʀ].
On voit que le t s'est d'abord sonorisé en [d] (lénition) avant qu'il passe à la fricative [ð] et puis s'éteint. Par ailleurs, dans ce dernier exemple, on remarque que la lettre amuïe a disparu dans la graphie alors qu'elle s'y est conservée dans le cas du suffixe -et. Dans le premier exemple, le t a été en effet protégé par référence à la forme féminine en -ette (où seul le [ə] final s'est amuï). L'amuïssement est donc nié dans la graphie non par conservatisme gratuit mais pour des raisons morphosyntaxiques, ce qui est très fréquent en français.

## Exemples en français contemporain
Le cas le plus notable en français (sauf dans certaines régions du Midi) concerne le phonème /ǝ/ (dit e « caduc » ou e « muet » ou schwa), qui peut s'amuïr sauf lorsque suivi d'un groupe de consonnes auquel il peut servir de support : revenir peut être prononcé /rǝvǝnir/ ou, plus couramment, /rǝvnir/, /rvǝnir/ voire /rvnir/ (ou parfois même avec l'effet contraire /ǝrvǝnir/).
L'orthographe du français, très conservatrice, garde souvent la trace d'anciens phonèmes amuïs qui étaient donc prononcés dans une époque plus ancienne de la langue. Par exemple, dans le mot petit, le graphème t n'est normalement pas prononcé (/pǝti/) en français moderne mais l'était en ancien français, comme il l'est encore lors de la liaison (petit homme /pǝtit‿ɔm/, voire /ptit‿ɔm/, avec amuïssement du e « caduc ») et dans la formation du féminin petite /pǝtit/, qui porte en finale la trace d'un e « caduc », lui aussi normalement muet. 
En règle générale, la majorité des graphèmes consonantiques de fin de mots du français sont muets et dénotent la trace d'un ancien phonème amuï. Cependant, certaines réfections orthographiques sont à prendre en considération : l'adjectif grand au masculin ne se prononçait pas en ancien français avec un /d/ final mais avec un /t/ (on l'écrivait d'ailleurs le plus souvent grant ; voir aussi la prononciation de "grand homme"). C'est par analogie avec le féminin récent grande que le t a été modifié en d. En effet, cet adjectif était un adjectif dit épicène de l'ancien français, comme fort, vert, tel, etc., qui sont tous issus d'adjectifs latins en -is (fortis, viridis, talis…) dont les formes masculine et féminine étaient identiques.
Pour être qualifié d'amuï, un phonème doit avoir été réellement prononcé : le d du mot poids n'est donc pas la trace d'un ancien phonème amuï /d/, la lettre n'étant qu'ajoutée par erreur au mot puisque les grammairiens se sont trompés en croyant y reconnaître l'étymon pondus. Le mot français est véritablement issu de l'adjectif latin pensum, avec la même étymologie que le verbe français peser.
À titre d'exemple simple, le mot fenêtre : on disait autrefois fenestre ; l'accent circonflexe remplace le s, qui demeure dans défenestré qui signifie "jeté, poussé, tombé par la fenêtre".

## Exemples en grammaire comparée des langues indo-européennes
La grammaire comparée des langues indo-européennes tente de remonter au plus loin dans l'origine commune de cette macro-famille. La comparaison a permis de dégager des phonèmes qui sont absents de la plupart des langues "filles" mais qui subsistent à l'état de traces ou d'influences particulières que les lois phonétiques n'expliquaient pas correctement. Ces phonèmes sont appelés laryngales, les linguistes pensant qu'ils étaient prononcés au niveau du larynx. On en dénombre généralement trois : *h1, *h2 et *h3. 
Au cours de l'évolution, ces phonèmes se sont amuïs, en colorant un *e adjacent selon la laryngale. Ainsi au contact de *h1, *e conserve son timbre, au contact de *h2, *e passe à *a, et au contact de *h3, *e passe à *o.